# 홍은성
홍은성(1983년 2월 3일 ~ )은 대한민국의 필드하키 선수이며 포지션은 미드필더이다. 성남시청 소속이다.

## 학력
- 조선대학교 졸업

## 경력
- 2006년 아시안 게임 남자 하키 국가대표
- 2008년 하계 올림픽 남자 하키 국가대표
- 2010년 아시안 게임 남자 하키 국가대표
- 2012년 하계 올림픽 남자 하키 국가대표
- 2014년 아시안 게임 남자 하키 국가대표

## 수상
- 2006년 아시안 게임 남자 하키 금메달
- 2014년 아시안 게임 남자 하키 동메달

## 기타
- 2008년 하계 올림픽에 참가했던 대한민국 대표 선수들 중 가장 체중이 가벼운 것으로 알려졌다.[1]